# Zamia incognita
Zamia incognita là một loài thực vật hạt trần trong họ Zamiaceae. Loài này được A.Lindstr. & Idarraga mô tả khoa học đầu tiên năm 2009.